# Firmiana colorata
Firmiana colorata är en malvaväxtart som först beskrevs av William Roxburgh, och fick sitt nu gällande namn av Robert Brown. Firmiana colorata ingår i släktet Firmiana och familjen malvaväxter. Inga underarter finns listade i Catalogue of Life.

## Bildgalleri

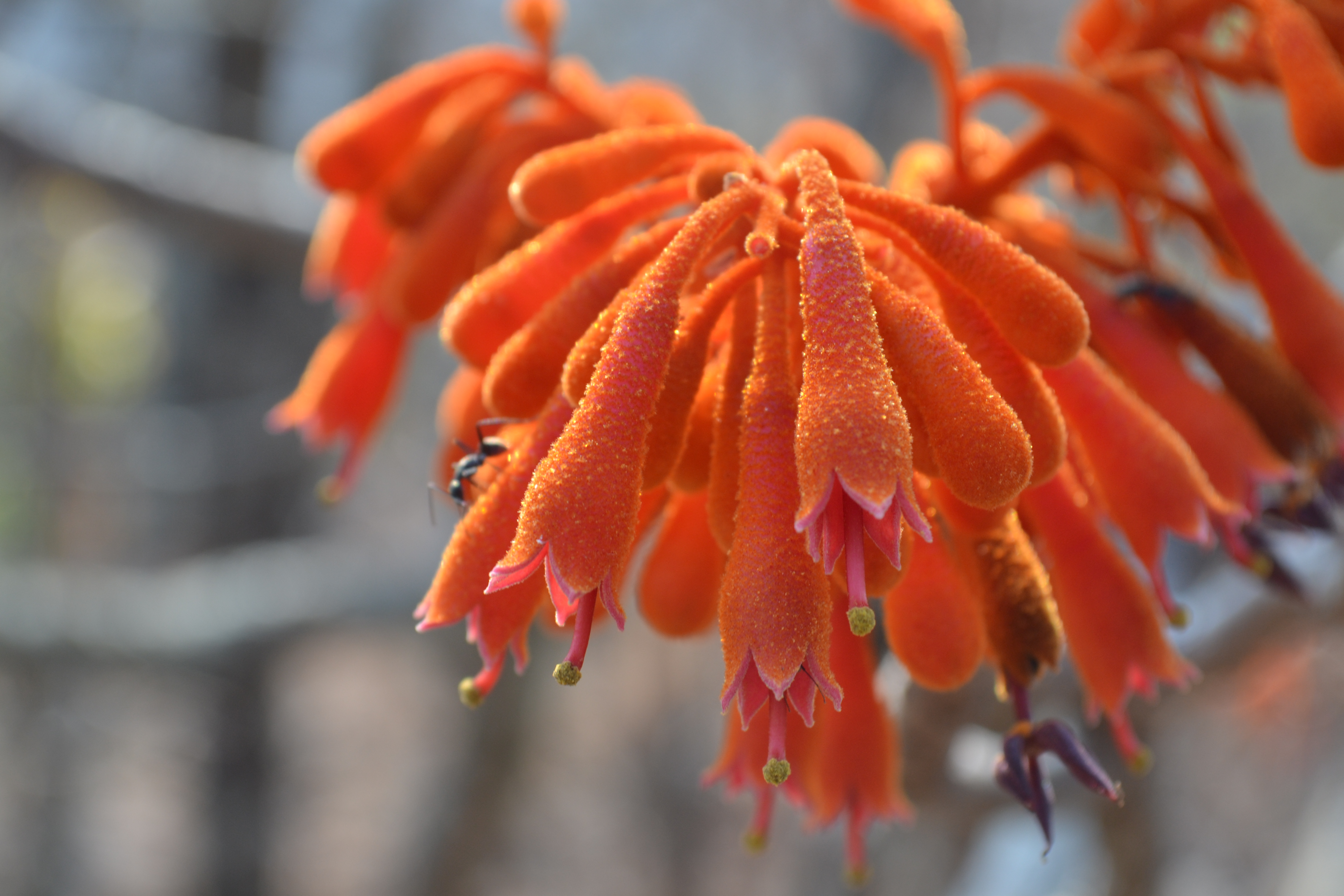